# Chevrolet Chevy (México)
El Chevrolet Chevy fue un automóvil del Segmento B producido desde el año de 1994 hasta 2012, basado en el Opel Corsa de segunda generación.

## Historia

### Primera generación (C1): (1994-2003)
El Chevrolet Chevy fue la iniciativa de General Motors de lanzar un coche moderno, pero económico. Inicialmente en 1994, comenzó con 2 carrocerías, de 3 y 5 puertas, ambas de tipo Hatchback. Este coche se promocionaba con el eslogan "Buena Onda Chevy". En 1996, comenzó la producción del modelo Sedán y la Pick Up, y en el año 1998, se introduce la versión Vagoneta del auto, las carrocerías fueron denominadas como:
- Pop (Hatchback de 3 y 5 puertas)
- Joy (Hatchback de 3 puertas)
- Swing (Hatchback de 5 puertas)
- Monza (Sedan de 4 puertas)
- Wagon/Station (Vagoneta/Familiar)
- Pick Up

En 1998, se comercializó una edición especial del World Cup 98, la cual incluía emblemas de esa temática y unos asientos con paneles y vestiduras deportivas. Desde este año, se introdujo un nuevo frente más ancho, y se destaca el ya ofrecer transmisión automática y motor 1.6 TBI.
Durante un periodo de tiempo, durante la producción del denominado C1 salieron a la venta en México cuyos autos contaban con transmisión de 5 velocidades (4 al frente más reversa), destinadas al servicio público de taxis, con el motivo de economizar combustible.  
En cuanto a equipamiento, se incluía un radio FM/AM con reproductor de casete (en sus últimos años con lector de CDs) y aire acondicionado (excepto en el modelo "Pop", ya que sólo fue un modelo Austero). En versiones más equipadas del automóvil, también se incluía un tablero con tacometro, un reloj "TID", que además de mostrar la fecha y hora, también mostraba la temperatura ambiente y la información de la estación sintonizada en radio FM, seguros y ventanas eléctricos, alarma antirrobo y bolsas de aire frontales, tanto para el conductor, como para el acompañante.
En cuanto a los motores, se podría contar con el motor 1.4, 1.6 y 1.8, tanto tbi como mpfi.

### Segunda generación (C2): (2004-2008)

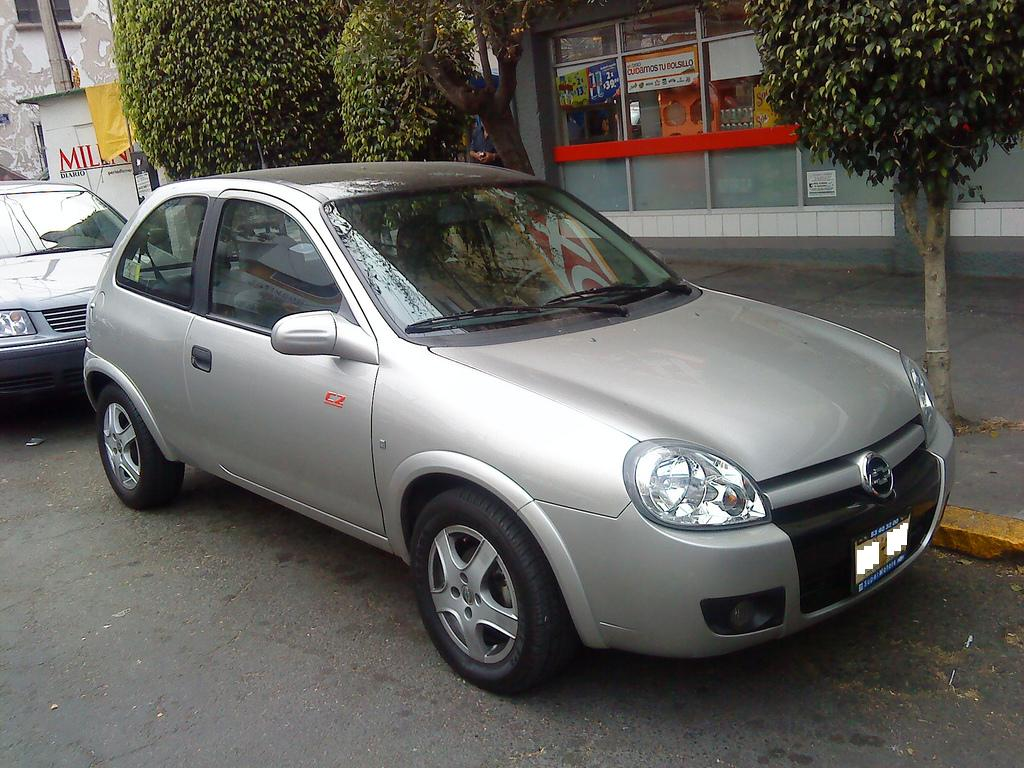
Chevy C2 2004-2008 (C2 MP3 edición especial)

Esta generación, se destacó el rediseño del coche tanto en el interior, como en el exterior, dándole una apariencia más moderna. En esta generación, serían eliminados los apodos de las carrocerías, remplazando estos apodos por la palabra "Comfort", además de eliminar a los modelos "Wagon" y "Pick Up" de la gama. Este lavado de cara fue diseñado por mexicanos en el año 2003, y a finales del mismo año se empezarían a vender las primeras unidades de esta generación. 
Los cambios fueron:
- Color crema en la tela y en algunos plásticos del lado del conductor.
- Tablero con luces color naranja, además de incluir odometro digital (modelos 2008 en adelante)
- Asientos color blanco y gris
- Radio FM con lector de CDs
- Nuevo frente

En 2007, se lanzó una edición especial denominada como "C2 MP3", la cual, incluía emblemas especiales, un porta-lentes, e incluir desde esa edición un radio FM/AM con soporte para formatos "MP3 Y WMA", entrada para memorias USB y entrada 3.5mm auxiliar.

### Tercera y última generación (C3): (2009-2012)
En esta última generación no hubo muchos cambios, más que incluir lo siguiente:
- Tablero con luces de color azul y rojo
- Frente diseñado en México basado en el Chevrolet Malibu de séptima generación
- Integrado con el sistema de geolocalización GM Link (pronto sería renombrado como OnStar)
- Apertura remota de seguros (esto en caso de dejar las llaves dentro)
- Inmovilizacion del automóvil (en caso de utilizar una llave sin el chip correspondiente a la computadora del auto)
- Radio FM/AM con soporte para CD, MP3 y USB (este último con formatos WMA)

En 2011, se lanzó una edición especial de los 75 años de General Motors en México. Misma que se distinguía por tener faros ahumados y un emblema “75” en la esquina inferior derecha del maletero.  
Finalmente, en el año 2012 se introduce la última edición del auto, únicamente en carrocería de 3 puertas denominada como "Chevy 2012 Joy Edición Especial" caracterizada por tener franjas en dorado y plata, mismas que recorrían toda la parte superior del auto.

## Razón de su retiro
Debido a que fue un auto basado en el Opel Corsa de segunda generación, en Europa culminó en el año 2000, GM pensó que lo ideal sería descontinuar el Chevy, para darle paso al Chevrolet Corsa, sin embargo, esto no sucedió, y decidió darle dos re-diseños, uno en 2004 y el segundo 2009, debido a la gran popularidad que tenía el Chevy. No obstante, en 2012 decidió retirarlo del mercado, debido a que Chevrolet tenía varias submarcas como Aveo, Sonic, Spark, Matiz, etc.